# حديقة الحيوان الكتابية في القدس

شعار حديقة الحيوان الكتابية

حديقة الحيوان الكتابية في القدس (بالعبرية: גן החיות התנ"כי، بالإنجليزية: The Tish Family Zoological Gardens in Jerusalem) هي حديقة حيوان إسرائيلية في منهات، في المنطقة الجنوبية الغربية للقدس.

## تأريخ

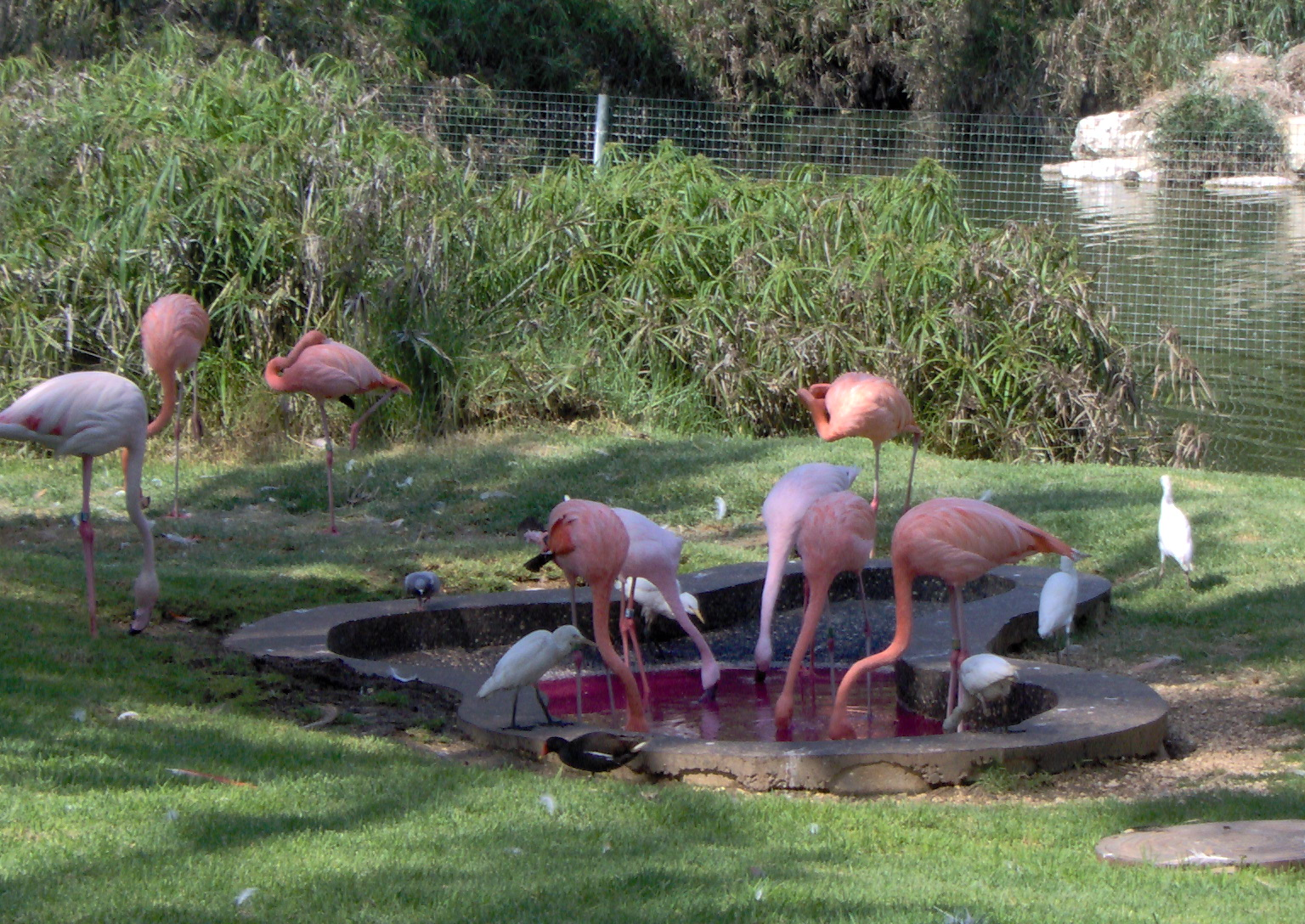
طيور الفلامينغو أو النحام الوردي في الحديقة الكتابية

أسست حديقة الحيوان الكتابية عام 1928 على انها حديقة حيوانات صغيرة للأطفال. في هاراف كووك وسط أورشليم القدس. حيث أسسها هارون شلوف. وهو متخصص في علم الحيوانات في الجامعة العبرية بالقدس.
في 1941، تأسست حديقة حيوانات أكبر نوعاً ما على بعد بضعة شوارع في شارع شمويل هنافي. كانت مساحتها 4,5 دونماً (0,45 هكتار). في 1947 انتقلت حديقة الحيوان إلى جبل سكوبوس، حيث كان للجامعة العبرية قطعة أرض مخصصة لها على جنب. نتيجة معانات الحيوانات الواضح بعد حرب إسرائيل في 1948، تم إصدار قرار بنقل حديقة الحيوان مرة أخرى، هذه المرة في مكان أكبر وأحدث بمساحة 60 دونم (6 هكتار) في جيفات كومونا، قرب محلة الروميمة. ظلت حديقة الحيوانات هنالك لمدة 41 سنة، من 1950 إلى 1991. خلال هذا الوقت، تم تطويرها وجعلها مكان معروف ومحبوب للزوار. تم غلق الحديقة القديمة في 1991، وبدأ نقلها إلى موقعها الجديد.
تم إعادة فتح حديقة الحيوان في موقعها الجديد قرب محلة ماناهات في جنوب غرب القدس في 1993، حيث عرفت باسمها الحالي.

## حديقة الحيوان الكتابية اليوم
منذ إعادة افتتاح الحديقة تتم إدارة الحديقة من قبل شركة مختصة بالحديقة فقط.حديقة الحيوانات تدار كمؤسسة مساهمة في حين انها معروفة داخليا وخارجيا على انها مؤسسة غير ربحية.
حديقة الحيوان الكتابية هي ثمرة تضافر الجهود والاستثمارات ل بلدية أورشليم القدس، مؤسسة أورشليم القدس، هيئة تنمية القدس، وزارة السياحة الإسرائيلية.
ملكية حديقة الحيوانات الكتابية مشتركة بين بلدية القدس، مؤسسة القدس، هيئة تنمية القدس. يتكون مجلس إدارة الحديقة من 18 عضوا.
يعود الفضل في إنشاء حديقة الحيوانات الكتابية على هيئتها الحالية إلى تبرعات عائلة تيش من نيويورك.والتي تمت برعاية مؤسسة القدس. حيث جرت مراسم تسليم التبرعات في تشرين الثاني/ نوفمبر 1992 بحضور ممثلين عن عائلة تيش ولحضور الرئيس الإسرائيلي آنذاك.
أفتتحت الحديقة أبوابها امام الزوار في 28 فبراير 1993 إلا أن الافتتاح الرسمي جرى خلال احتفال تم في 9 سبتمبر 1993.
صممت الحديقة على يد المهندس ميلر-بلم. وقام بتنفيذ الإنشاءات شركة موريه المساهمة للتطوير. أستضافت الحديقة منذ أعادة افتتاحها العديد من المعارض الخيرية والمؤتمرات منظمة من قبل مؤسسة القدس التي تتم خلالها جمع تبرعات.
حسب مصادر غير رسمية تمتد الحديقة على مساحة 250 دونم (25 هكتار أو 62 فدانا) في واد تحيط به الأحياءالجديدة والتلال. توجد في الحديقة بحيرة اصطناعية تقع قرب البوابة الرئيسية للحديقة. البحيرة تغذى بعدد من البرك والشلالات التي تعتمد على مياه معادة التدوير.
الحديقة مبنية على مستويان (ارتفاعان) رئيسيان. ومسار دائري واحد يربط معظم أجزاء الحديقة. حيث يوجد ترام صغير لتسهيل النقل داخل الحديقة. إضافة إلى ممر يربط المستويان المختلفان لحديقة تقع في جانبيه العديد من حظائر الحيوانات.

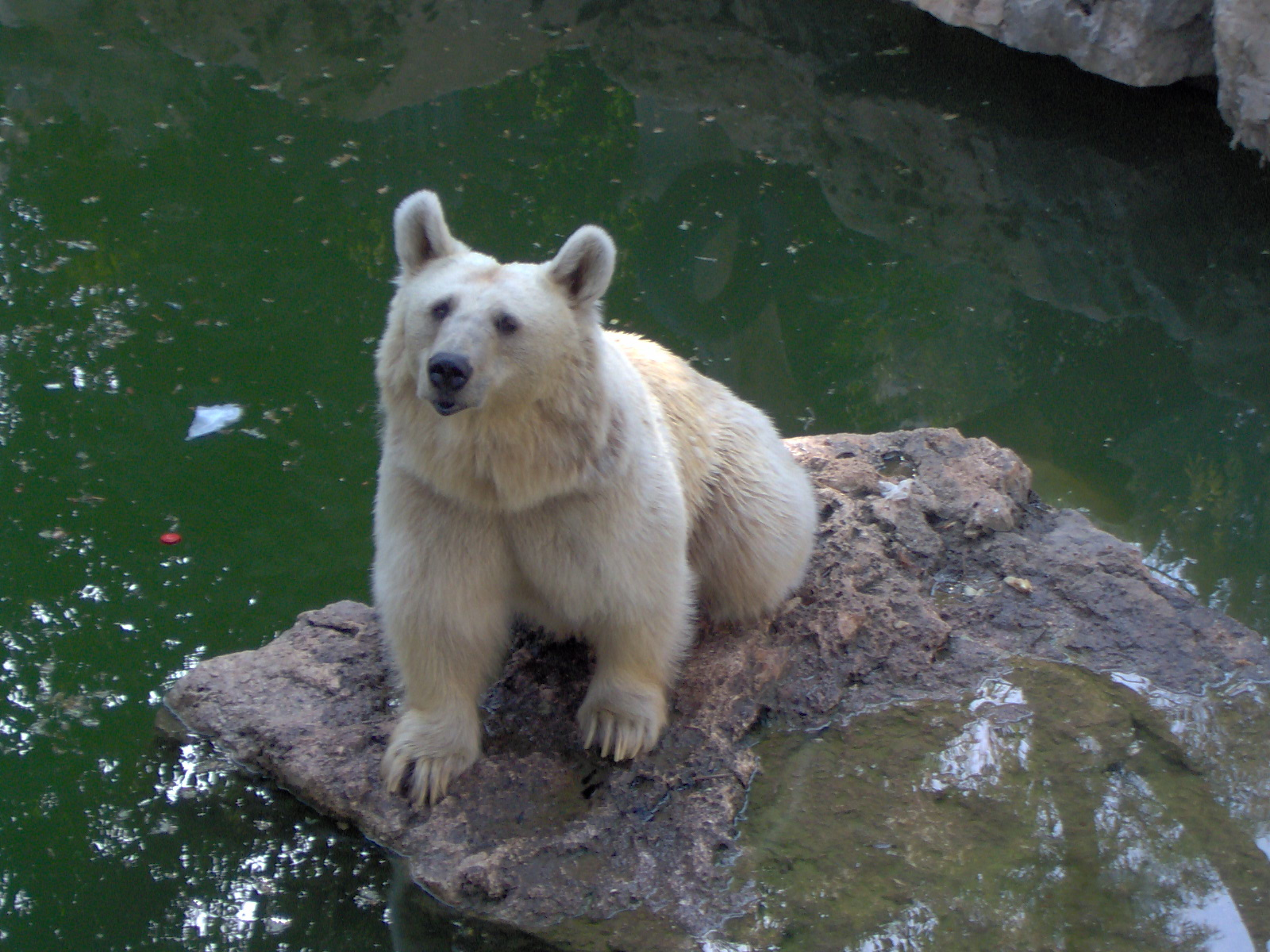
دب في حديقة الحيوان الكتابية

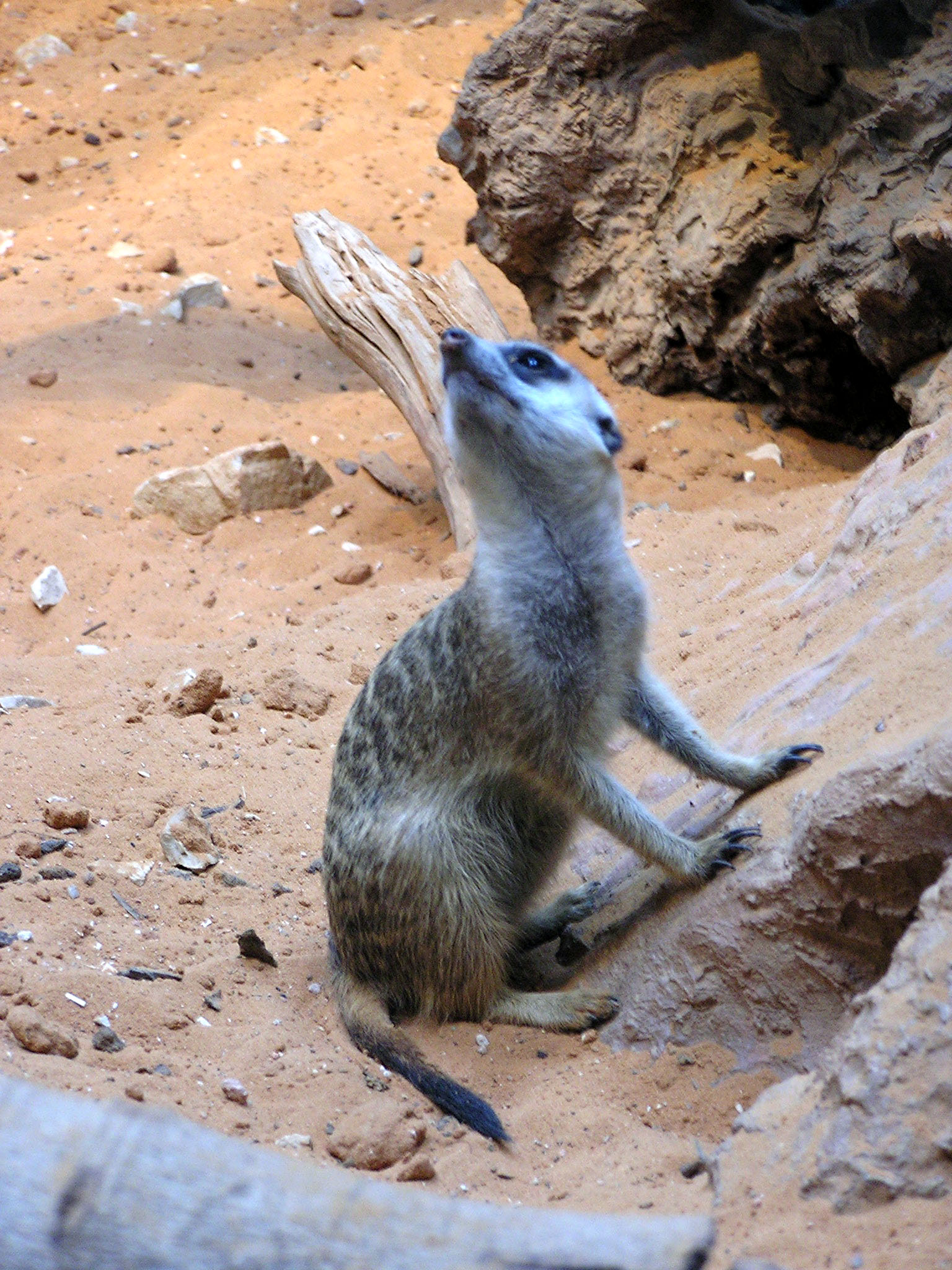
سرقاط في حديقة الحيوان الكتابية

.

## النقل
يوجد محطة قطار صغيرة محدودة الأوقات قرب حديقة الحيوان الكتابية في القدس.

## وصلات خارجية
- حديقة الحيوان الكتابية في أورشليم القدس